# Düsseldorfskolan

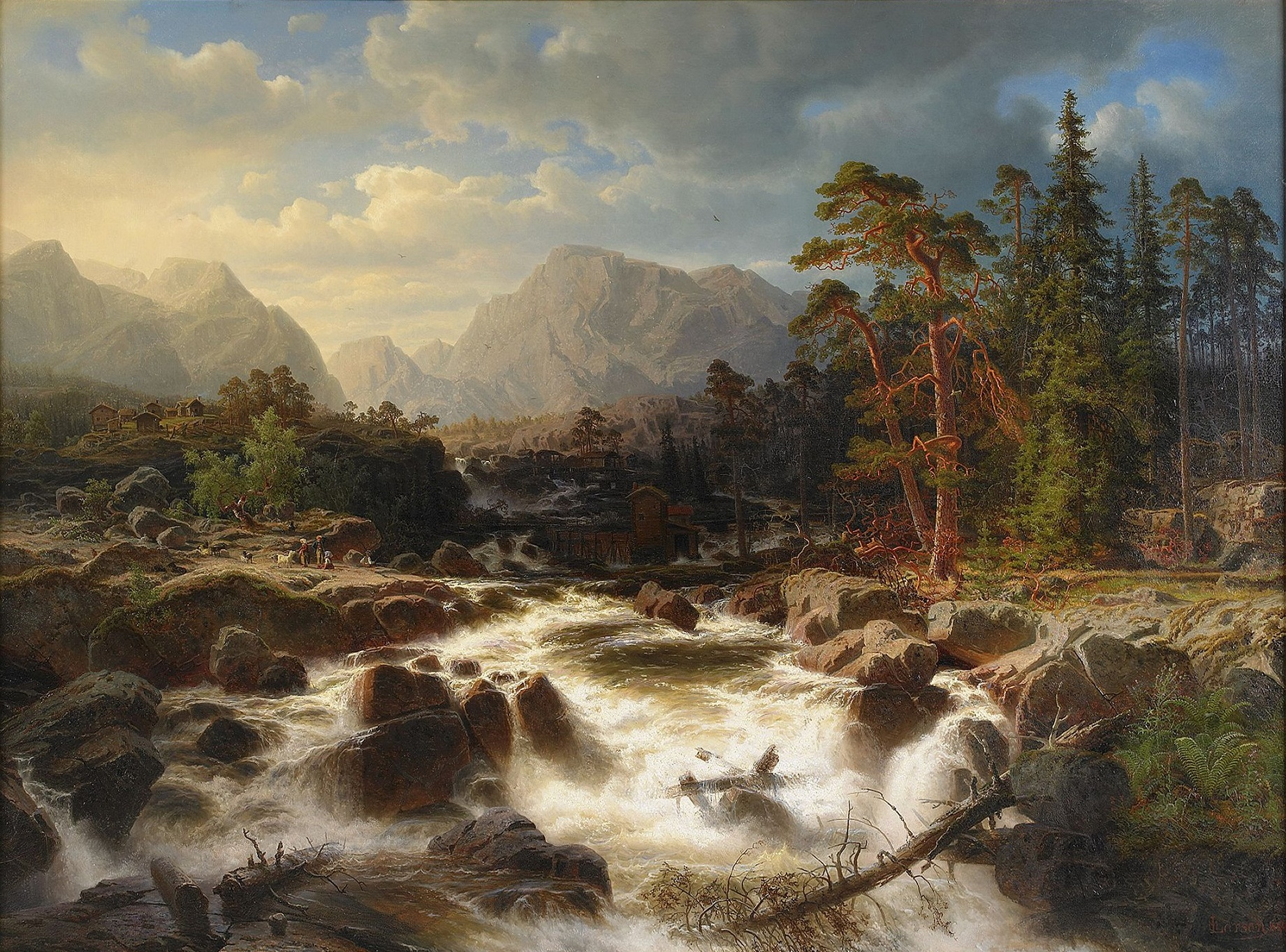
Forslandskap (1854) av Marcus Larson.

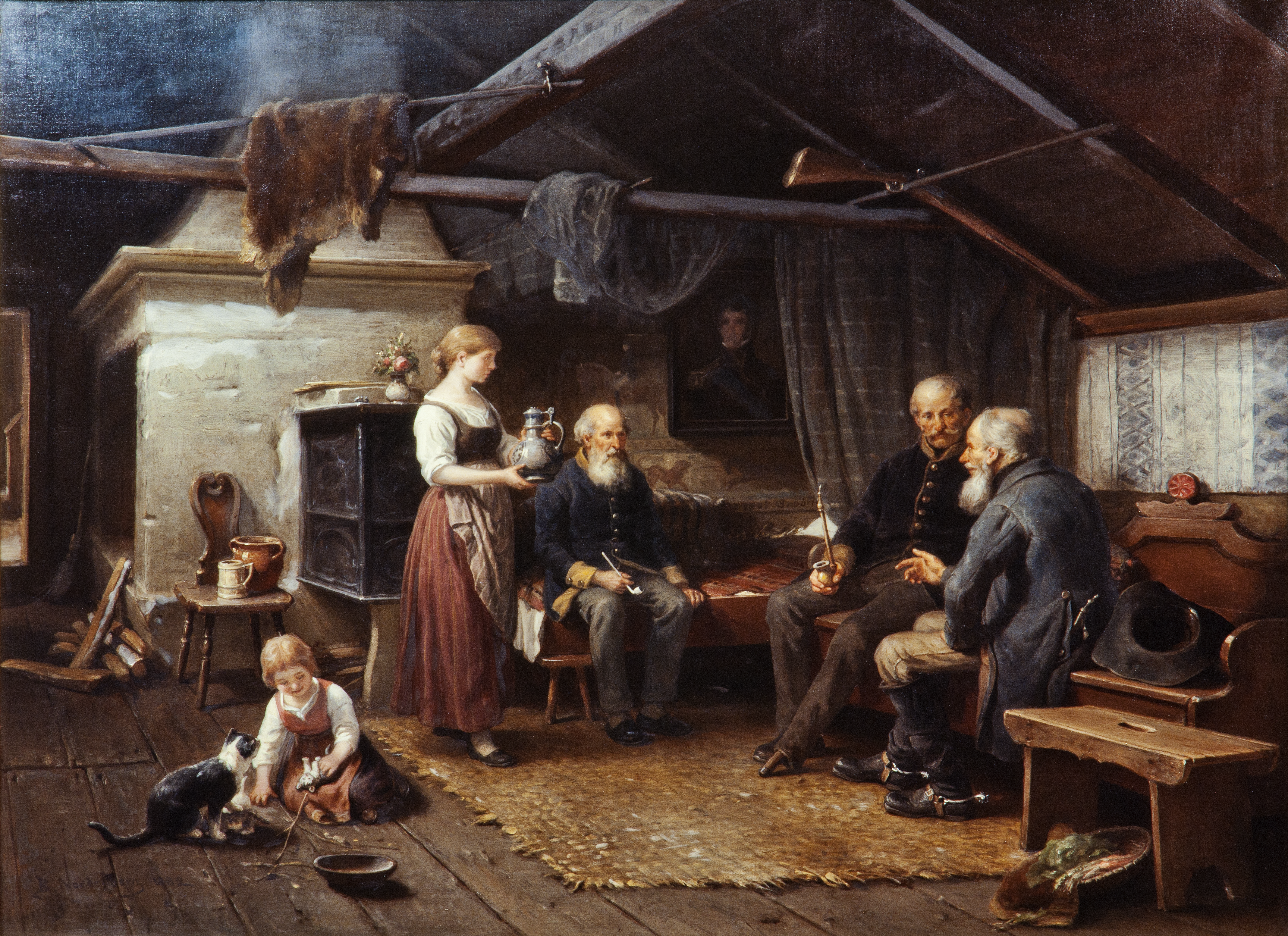
Veteranerna av Bengt Nordenberg. Olja på duk, 1882, Hallwylska museet.

Düsseldorfskolan var en konstriktning på 1800-talet som utgick från akademin i Düsseldorf i Tyskland (nuvarande Kunstakademie Düsseldorf). Motiven var ofta nationalromantiska och sentimentala och omfattar för det mesta detaljerade dramatiska landskapsmålningar med fantastiska klippor, vattenfall och allmogemotiv. Vanliga inslag var starkt romantiserade och idealiserade allmogeinteriörer, historiska scener och stämningsfulla landskapsmotiv. Skolan var viktig under åren 1830−1870. Under ledning av Wilhelm von Schadow blev akademin internationellt känd och många konstnärer från Skandinavien, Ryssland och USA sökte sig dit för att lära sig den typ av genre- och landskapsmåleri som förknippades med den. Mot senare delen av 1800-talet avtog dess betydelse på grund av den franska impressionismen som fick allt större betydelse i landskapsmåleriet.
1821 återupprättades den ursprungligen 1761 grundade konstakademin i Düsseldorf, och till dess ledare utsågs Peter von Cornelius. Han kom dock att få ganska lite inflytande över akademins öden, då han fick sin verksamhet främst förlagd till München. Han efterträddes 1826 av Wilhelm von Schadow och därmed började skolans egentliga blomstringstid. Den stämningsromantik med stänk av mild realism, som utmärkte von Schadow, kom också under lång tid att prägla skolans alster. Mera individuella riktningar företrädde dock några av hans äldre lärjungar som Karl Ferdinand Sohn och Ferdinand Theodor Hildebrandt, vilka genom sin lärareverksamhet fick ett stort inflytande på skolan. Sin höjdpunkt nådde skolan under Eduard Bendemann. I samband med den borgerliga realismens framväxt gjorde sig dock en opposition mot von Schadows måleri sig gällande. Johann Peter Hasenclever var den förste som, ofta i humoristisk stil skildrade livet på värdshus och i krogstugor.
Därmed hade genremåleriet gjort sitt intåg i Düsseldorf. Man uppsökte gärna en särskild trakt och skildrade typiska landskap och allmogebefolkningen. Exempelvis fann Rudolf Jordan sina motiv på Nordsjökusten och Helgoland. Amerikanen Henry Ritter, vars konst blev av stor betydelse för Ferdinand Fagerlin följde i hans spår, medan Jakob Becker skildrade västtyskt byliv. Till en yngre generations bondemålare hörde Ludwig Knaus, en av de främsta företrädarna för det nyvaknande koloristiska intresset i Düsseldorf, samt den honom närstående Benjamin Vautier.
På utvecklingen av landskapsmåleriet i Düsseldorf utövade Karl Friedrich Lessing ett stort inflytande. Det romantiska ideallandskapet företräddes å andra sidan av Johann Wilhelm Schirmer och Oswald Achenbach. Nya friska impulser medförde Louis Gurlitt från Danmark, och i Andreas Achenbach såg man en förnyare av landskapsmåleriet. En riktning av intimare måleri företräddes av Eugène Dücker. Historiemåleriet, för vilket det fanns små förutsättningar i Düsseldorf, fick dock en företrädare i Alfred Rethel.
På 1840-talet började den stora nordiska invasionen. Danskarna höll sig till största delen borta från Düsseldorf, men desto ivrigare vallfärdade de norska konstnärerna. Adolph Tidemand var den förste, och väckte genast uppmärksamhet med sina norska allmogeskildringar, något senare kom Hans Gude, vars norska landskap med sin vildmarksstämming snart kom på modet. Mer eller mindre influerade av honom var August Cappelen, Erik Bodom, Anders Askevold, Müller, Amaldus Nielsen och Ludvig Munthe, under det att bland andra Carl Fredrik Sundt-Hansen odlade genremåleriet. Bland de finska konstnärerna i Düsseldorf märks Karl Emanuel Jansson och Arvid Liljelund, båda folklivsskildrare. En landskapsmålargrupp omfattade Werner Holmberg, Oscar Kleineh och Hjalmar Munsterhjelm. Förste man i Düsseldorf bland svenskarna var Carl d'Unker, som helst skildrade humoristiskt uppfattade tyska vagabondtyper. För många av svenskarna fick de norska målarna en stor betydelse. Så var till exempel Bengt Nordenberg starkt påverkad av Tidemand, medan Josef Vilhelm Wallander odlade en mer livfull genre. Koloristen bland svenskarna var August Jernberg, som bland annat målade figurrika marknadsbilder, medan Fagerlin blev oöverträffad i sina berättande interiörer från holländska fiskarstugor. Av svenska landskapsmålare stannade Axel Nordgren där till sin död. Här inföll även Marcus Larsons genombrottstid, här fick Johan Edvard Bergh sin utbildning, och Alfred Wahlberg studerade här under sex år. Av skånska målare fick Anders Kallenberg och Gustaf Rydberg delvis sin utbildning i Düsseldorf. Till en yngre generation hörde Axel Kulle och Anders Montan. Från 1870-talet stelnade Düsseldorfskolan i efterromantik och småborgerlighet, och dess betydelse avtog alltmer.
Uttrycket Düsseldorfmåleri har senare ofta använts negativt för att beteckna anekdotisk konst utan måleriska kvaliteter i motsats till 1880-talets ideal friluftsmåleriet – oavsett om konstnären skolats i Düsseldorf eller ej.

## Viktiga konstnärer (urval)
- Carl d'Unker 1828-1866
- Kilian Zoll 1818-1860
- Marcus Larson 1825-1864
- Bengt Nordenberg 1822-1902
- Wilhelm von Schadow 1789-1862
- Karl Friedrich Lessing 1808-1880
- Johann Wilhelm Schirmer 1807-1863
- Eduard Bendemann 1811-1889
- Andreas Achenbach 1815-1910
- Hans Fredrik Gude 1825-1903
- Oswald Achenbach 1827-1905
- Ludwig Knaus 1829-1910
- Josef Wilhelm Wallander 1821-1888
- Joachim Frich 1810-1858